# Jean-Michel Sallmann
Jean-Michel Sallmann, né le 15 janvier 1950 à Hénin-Liétard (actuellement Hénin-Beaumont) est professeur d'histoire moderne à l'université de Paris X-Nanterre.

## Biographie
Ancien membre de l'École française de Rome, Jean-Michel Sallmann est archiviste paléographe (promotion 1974) et docteur en histoire (1986, 1991).
Ses travaux portent notamment sur les phénomènes de sorcellerie aux XVIe et XVIIe siècles.
Il est veuf de Line Teisseyre-Sallmann.

## Publications
- Les sorcières : Fiancées de Satan, Paris, Gallimard, coll. « Découvertes Gallimard / Culture et société » (no 57), 1989, 192 p. (ISBN 978-2-07-053077-9) ;
- Chercheurs de trésors et jeteuses de sorts : La quête du surnaturel à Naples au XVIe siècle, Paris, Aubier, coll. « collection historique », 1992, 240 p. (ISBN 978-2-7007-2207-9) ;
- Codirecteur avec Serge Gruzinski : Visions indiennes, visions baroques : Les métissages de l'inconscient, Paris, PUF, coll. « Ethnologies », 1992, 248 p. (ISBN 978-2-13-043756-7) ;
- Naples et ses saints à l'âge baroque (1540-1750), Paris, PUF, coll. « Ethnologies », 1994, 424 p. (ISBN 978-2-13-045486-1) ;
- Charles Quint : L'Empire éphémère, Paris, Payot, coll. « Biographie Payot », 2000, 405 p. (ISBN 978-2-228-89314-5) ;
- Nouvelle histoire des relations internationales, t. 1 : Géopolitique du XVIe siècle (1490-1618), Paris, Le Seuil, coll. « Points histoire », 2003, 384 p. (ISBN 978-2-02-037497-2) ;
- Directeur : Dictionnaire historique de la magie et des sciences occultes, Paris, Le Livre de poche, coll. « La Pochothèque », 2006, 832 p. (ISBN 978-2-253-13115-1) ;
- Le grand désenclavement du monde, 1200-1600, Paris, Payot, coll. « Histoire Payot », 2011, 688 p. (ISBN 978-2-228-90627-2) ;
- Indiens et conquistadores en Amérique du Nord : Vers un autre Eldorado, Paris, Payot, coll. « Petite Bibliothèque Payot », 2016, 352 p. (ISBN 978-2-228-91540-3) ;
- L'Amérique du Nord : de Bluefish à Sitting Bull, Belin, coll. « Mondes anciens », novembre 2022 (ISBN 2410015867).